# Rebekah Roller
Rebekah Roller (Brookfield, 16 dicembre 1991) è un'allenatrice di calcio ed ex calciatrice statunitense, di ruolo centrocampista.

## Carriera

### Giocatrice
Dal 2010 al 2014 ha giocato nella NCAA alla DePaul University; in precedenza aveva giocato nella Brookfield East High School.
Nel 2015 ha giocato nel	Merilappi United, formazione della prima divisione finlandese, campionato nel quale ha totalizzato 24 presenze senza mai segnare.
Nel 2016 è stata per un periodo tesserata delle Chicago Stars, con cui non ha però mai giocato in partite di campionato.
Nella stagione 2016-2017 si trasferisce in Italia, al Mozzanica, diventando la prima giocatrice non italiana tesserata dal club biancoazzurro nella sua storia; con le bergamasche gioca 2 partite nel campionato di Serie A. Nel gennaio del 2017 ha lasciato la squadra, ritirandosi poi dall'attività agonistica.

### Allenatore
Il 29 marzo 2017 viene assunta come vice allenatore per la squadra femminile della Washington University in St. Louis.